# 凱莉·安德伍
凱莉·瑪麗·菲許兒（英語：Carrie Marie Fisher，1983年3月10日—），婚前名為凱莉·瑪麗·安德伍（英語：Carrie Marie Underwood），是一名美國歌手、詞曲作家及演員。凱莉是電視真人秀歌唱比賽《美國偶像》第四季的冠軍。之後更是成為了一位多白金唱片銷量歌手、7座葛萊美獎獲得者以及鄉村樂至高殿堂Grand Ole Opry會員，也是鄉村音樂學院獎（ACM）和鄉村音樂協會獎（CMA）的“年度最佳女歌手”，還是ACM的至高大獎“年度藝人”獲得者。
首張專輯《Some Hearts》在美國得到七白金唱片認證，被Nielsen SoundScan認證為銷售最快的首發鄉村音樂專輯，同時也是鄉村樂歷史上最高銷量的女歌手處子專輯。其中產生了三首美國鄉村音樂榜上的冠軍單曲：《Jesus, Take the Wheel》, 《Wasted》和《Before He Cheats》，後者也是她迄今銷量最高的單曲之一。 （页面存档备份，存于）
次輯《Carnival Ride》於2007年10月23日發行，至今銷量已逾300萬張，在鄉村榜上產生了五首冠軍單曲：《So Small》,《All-American Girl》(凱莉形容是自己的小自傳), 《Last Name》 , 《Just a Dream》 以及《I Told You So》。
2009年11月3日，凱莉發行了她的第三張專輯《Play On》，發行以來銷量已破白金。專輯中的首支單曲《Cowboy Casanova》之前自9月14日起已在鄉村音樂電台播送。這支單曲的榜單登頂意味著凱莉超越了菲絲·希爾和瑪蒂娜·麥克布萊德成為新世紀以來擁有top 10鄉村單曲最多的女藝人。2009年11月，凱莉以1100萬的專輯銷量成為了“美國偶像”播出以來擁有美國國內唱片最高銷量的美偶藝人，超過了前輩凱莉·克萊森的600萬，而凱莉的全球唱片銷量也突破了1400萬。
除了自己的三張錄音室專輯，凱莉還在以下唱片/單曲中獻聲過：布拉德·派斯利的《5th Gear》, 與美偶同級生波·拜斯合作單曲《Inside Your Heaven》, 向艾維斯·普里斯萊致敬的《Christmas Duets》, 美偶第四季合輯《American Idol Season 4: The Showstoppers》以及電影原聲帶《曼哈頓奇緣》。在2017年3月28日，凱莉·安德伍與環球音樂發表聲明，簽入旗下鄉村大廠Capitol Records Nashville，離開合作將近12年的索尼音樂旗下Arista Nashville / 19 Recordings廠牌。

## 生活及事業

### 早年生平
卡麗在位於奧克拉荷馬州Checotah郊區的農場長大，有兩個姐姐Shanna Means和Stephanie Shelton。父母是Stephen Underwood和Carole Underwood，父親在鋸木廠工作，母親是小學老師。卡麗3歲起就愛在教堂中高歌，童年時期在Robbins Memorial才藝秀上演出過，還在Free Will Baptist Church演唱。之後，卡麗在諸如Old Settler's Day和the Lion's Club這樣Checotah當地的活動中進行表演。1996年，她曾與Capitol唱片公司進行了接洽，但由於該公司後來管理層的變動使得這一合約成為了泡影。

### 教育經歷
2001年卡麗從Checotah高中畢業，並獲得了在畢業典禮上致辭的榮譽。之後她進入了奧克拉荷馬州東北州立大學，2006年同樣以優等生身份本科畢業，專業是大眾傳媒，輔修新聞學。卡麗是Sigma姊妹會Alpha Iota分會會員。大學期間有兩年夏天她都在學校位於Tahlequah的Downtown Country show上演出。她也參加了學校裡的諸多選美比賽並在2004年奪得了 “東北大學小姐”的亞軍。

## 美國偶像
2004年夏，卡麗在密蘇里州聖路易斯市參加了《美國偶像》的海選。當她海選的片段在2005年1月份播出時，外界已經預料到卡麗會是這季的冠軍。她在TOP 12女歌手之夜裡唱了Tiffany的《Could've Been》之後，首席評委西門·考爾評價說，卡麗將是本屆最有希望奪冠的選手之一。在2005年3月22日十一強決戰中卡麗演唱了Heart樂隊80年代紅極一時的冠軍單曲《Alone》，西門對此預言道卡麗不僅將贏得冠軍，還會比之前所有往屆選手賣出更多唱片。之後一位節目的製作人回憶說卡麗當時在整個投票過程中有壓倒性的優勢，拿下每週票選簡直是手到擒來。在“美國偶像”中卡麗也贏得了一個忠實的歌迷根基，她的粉絲團叫做“Carrie's Care Bears”。 2005年5月25日，卡麗成功擊敗對手波·拜斯，勝出了《美國偶像》第四季的比賽，成為美國人新一代的偶像。而卡麗在美國偶像演唱的歌曲《Inside Your Heaven》在2005年6月14日推出，並於7月2日空降告示牌單曲榜榜首位置，成為告示牌史上第13首空降冠軍單曲，這首單曲在首周售出了17萬張，終結瑪麗亞·凱莉的《We Belong Together》繼續邁向第15週的冠軍之路。

### 表演曲目/結果
| 週       | 主題                                           | 歌曲                                                                   | 原唱                                              | 结果     |
| -------- | ---------------------------------------------- | ---------------------------------------------------------------------- | ------------------------------------------------- | -------- |
| 海選     | 參賽者自選                                     | "I Can't Make You Love Me"                                             | 邦妮·瑞特                                         | 安全晉級 |
| 好萊塢週 | 參賽者自選                                     | "Young Hearts Run Free"                                                | 坎迪 斯坦頓                                       | 安全晉級 |
| 五十強   | 參賽者自選                                     | "Independence Day"                                                     | 瑪蒂娜·麥克布萊德                                 | 安全晉級 |
| 準決賽 1 | 參賽者自選                                     | "Could've Been"                                                        | Tiffany                                           | 安全晉級 |
| 準決賽 2 | 參賽者自選                                     | "Piece of My Heart"                                                    | 菲絲·希爾                                         | 安全晉級 |
| 準決賽 3 | 參賽者自選                                     | "Because You Love Me"                                                  | Jo Dee Messina                                    | 安全晉級 |
| 十二強   | 1960年代歌曲                                   | "When Will I Be Loved"                                                 | The Everly Brothers                               | 安全晉級 |
|          | 告示牌冠軍曲                                   | "Alone"                                                                | Heart樂隊                                         | 安全晉級 |
| 十強     | 1990年代                                       | "Independence Day"                                                     | 瑪蒂娜·麥克布萊德                                 | 安全晉級 |
| 九強     | 百老匯經典                                     | "Hello Young Lovers"                                                   | 選自國王與我                                      | 安全晉級 |
| 八強     | 他們出生的那一年                               | "Love Is a Battlefield"                                                | 佩特·班納塔                                       | 安全晉級 |
| 七強     | 1970年代舞曲                                   | "MacArthur Park"                                                       | Richard Harris(1968) Donna Summer(1978)           | 安全晉級 |
| 六強     | 21世紀歌曲                                     | "When God-Fearin' Women Get the Blues"                                 | Martina McBride                                   | 安全晉級 |
| 五強     | Lieber & Stoller 時下告示牌榜                  | "Trouble" "Bless the Broken Road"                                      | 艾維斯·普里斯萊 雷可福磊斯                        | 安全晉級 |
| 四強     | 鄉村樂 冒險與憤怒                              | "en:Sin Wagon" If You Don't Know Me By Now"                            | 狄克西女子合唱團 Harold Melvin & the Blue Notes   | 安全晉級 |
| 三強     | Clive Davis選曲 參賽者自選 評判蘭迪·傑克遜選曲 | "Crying" Making Love out of Nothing at All" Man! I Feel Like a Woman!" | Roy Orbison 空中補給 仙妮亞·唐恩                  | 安全晉級 |
| 決賽     | 美偶發行單曲 參賽者自選 製作人選曲             | "Inside Your Heaven" "Independence Day" "Angels Brought Me Here"       | 卡麗·安德伍/波·拜斯 Martina McBride Guy Sebastian | 冠軍     |

- 卡麗是迄今“美國偶像”比賽中五位從來沒被票選進高危Bottom 3區的冠軍之一(其他四位是凱莉·克萊森, 泰勒·希克斯, 裘汀·史芭克絲和大衛·庫克)。

### 后美國偶像时期
卡麗在第五季“美國偶像” 中重返這一舞台表演了她的單曲《Jesus,Take the Wheel》，第六季中她也表演了《Wasted》,自她贏得冠軍之後卡麗已在“美國偶像”的舞台上現身四次。 卡麗在“Idol Gives Back”演唱會上與凱莉·克萊森、雷可福磊斯等一起演唱了其新作《I'll Stand by You》,卡麗在美國偶像第六季決戰夜表演時也唱的是這首歌。在第七季“美國偶像”Idol Gives Back迷你馬拉松式演出中，卡麗演唱了喬治·麥克的冠軍單曲《Praying for Time》。 2008年5月21日第七屆“美國偶像”決戰夜中卡麗表演了《Last Name》。在第八季中卡麗再次回歸，與Randy Travis合作演唱了後者1987年專輯《Always & Forever》中的單曲《I Told You So》，這首歌也是卡麗自己的冠軍單曲。 2009年卡麗在“美國偶像”上表演了第八季的告別主題曲目《Home Sweet Home》。
2009年2月12日，卡麗和其他6位歷年美國偶像冠軍一起現身佛羅里達州的迪斯尼樂園，出席“The American Idol Experience”的開幕式。這7位冠軍都獲得了一個麥克風形狀的紀念品，表彰他們的冠軍成績。 卡麗在這次活動中演唱了她的單曲《All- American Girl》，還和大衛·庫克一起合唱了《Go Your Own Way》.

## 事業

### Some Hearts《寂寞芳心》(2005–2007)
卡麗的處女專輯冠名為《Some Hearts》，2005年11月15日正式上架銷售。首周銷量31.5萬張，進入了告示牌200專輯榜。這一驚人首周銷量使《Some Hearts》成為告示牌鄉村專輯榜的冠軍和SoundScan 1991年建立以來鄉村歌手的最高銷量首輯。該專輯被RIAA認證為7白金以及SoundScan歷史上最快銷量的鄉村專輯。
專輯中的第二單曲 《Jesus,Take the Wheel》於2005年10月18日播出，首周在告示牌鄉村單曲榜上排位39.最終該單曲在榜上連續六週排名第一。該單曲的作者Gordie Sampson, Brett James和Hillary Lindsey因此獲得2006年葛萊美獎“最佳鄉村歌曲”。
卡麗的第三支單曲《Some Hearts》在2005年放送到流行和成人當代曲目的電台，在成人當代歌曲榜上最高排名15。而第四首單曲，也是卡麗的第二首鄉村單曲《Don't Forget to Remember Me》同樣非常成功，在Radio & Records鄉村榜上獲得冠軍，而在告示牌熱門鄉村歌曲榜上位列亞軍， Hot 100中列第49位。這首歌是她第二首鄉村音樂冠軍單曲，也是她所有單曲中第三首冠軍單曲。
在當年的秋天晚些時候，卡麗的第三首鄉村單曲 《Before He Cheats》拿下了告示牌熱門鄉村單曲榜冠軍並連續保持了五週，標誌著卡麗的第三、第四首單曲同時上榜。在告示牌Hot 100榜上該曲最高達到了第8位，打破了之前信念乐队在2000年創造的紀錄。發行一年後，這支單曲依然在榜上。為了宣傳這支歌曲，卡麗在2006年11月的CMA頒獎禮上演唱了這首歌，在這一次頒獎禮上她拿下了授予新人的“Horizon Award”和“最佳女歌手”，這是該獎自1995年來首次同一歌手同時拿下這兩獎。
2006年11月21日，卡麗拿下了全美音樂獎(AMA)的“年度最具突破藝人”獎，同時被提名“最佳鄉村女歌手”。之後在12月她又獲得2006年告示牌音樂獎五座大獎，包括“最受歡迎專輯”、“Top 200年度女歌手”、“最佳鄉村女歌手”、“最佳鄉村新人”和“年度鄉村專輯”。在2007年的鄉村音樂學院獎(ACM)頒獎禮上，卡麗獲得了“年度專輯”、“年度音樂錄影帶”和“年度最佳女歌手”。 2007年，卡麗作為嘉賓現身週末夜現場表演了《Before He Cheats》和《Wasted》。
2007年4月卡麗的單曲 《Wasted》在熱門鄉村單曲榜上成為冠軍，Billboard Hot 100上排名37位。其MV在GAC TV Top 20上排名第二。 4月16日在納許維爾舉行的鄉村音樂電視獎(CMT)頒獎禮上卡麗憑藉《Before He Cheats》獲得了“年度音樂錄影帶”、“年度女歌手音樂錄影帶”及“年度音樂錄影帶導演”並全部獲獎。在頒獎禮上卡麗表演了這首大熱單曲。
4月的早些時候，卡麗從錄製第二張專輯的緊張工作中擠出時間來為“美國偶像”的“Idol Gives Back”慈善特別行動遠赴南非。在4月25日關於這次活動的一組MV被播出，卡麗錄製的一個不插電版本的《I'll Stand by You》成為了其背景音樂。 卡麗同時在布拉德·派斯利的專輯《5th Gear》中獻聲《Oh Love》.此外，她在CMA音樂節上表演了《Before He Cheats》和《Wasted》。
2008年4月，《Jesus,Take the Wheel》據稱僅鈴聲下載即突破100萬，被認證為白金銷量，這使卡麗成為在Platinum Mastertone上第一位有兩首單曲的鄉村藝人(另一首是《Before He Cheats》，於2007年被認證)
卡麗的歌曲《Some Hearts》被收錄於電影《Aquamarine》，這是她參與錄製的首張電影原聲帶。

### Carnival Ride《奇幻旅程》 (2007–2009)
卡麗的第二張專輯《Carnival Ride》在2007年10月23日發行。首支單曲《So Small》於7月31日發布。在該專輯中卡麗更多地參與到創作過程中，與諸如Hillary Lindsey這樣的優秀創作人合作。該輯在12月14日被認證為雙白金。
卡麗在電影《曼哈頓奇緣》中再次參與原聲帶演唱，該曲名為《Ever Ever After》。在其錄影帶中，卡麗看起來充滿了朝氣和活力。在迪士尼頻道熱門劇集《孟漢娜》中卡麗的名字也被提及。在2007年11月的洛克菲勒中心聖誕活動中卡麗和其他鄉村藝人一起現身，她表演了《Do You Hear What I Hear?》。在節目結束後該曲在成人當代榜上攀升到第二位並保持了三週，這也是她在該榜上迄今的最好成績。
在2007年告示牌上卡麗被提名年度最佳鄉村藝人，12月，逾100萬《人物》讀者提名《Before He Cheats》為“年度歌曲”。 2008年“Dick Clark新年搖滾夜”上卡麗表演了《Flat on the Floor》、《All-American Girl》和《Before He Cheats》，其中《All-American Girl》是卡麗的第二首單曲，也在告示牌鄉村榜上奪魁。
2008年1月卡麗開始與凱斯·厄本進行名為“Love, Pain and the Whole Crazy Carnival Ride Tour”全美聯合巡演。 2008年3月，卡麗再一次登上週末夜現場表演了《Flat on the Floor》和《All-American Girl》，她成為了在該節目上表演的第11位鄉村樂巨星。
2008年3月15日，在Grand Ole Opry劇院演出時，卡麗被她的偶像、傳奇巨星Randy Travis邀請成為了Grand Ole Opry的會員，她的正式介紹人是另一位樂界傳奇加斯·布鲁克斯。 5月10日，卡麗在26歲的年紀成為了這一殿堂的最年輕成員。
5月19日，卡麗在第43屆CMA頒獎禮上做了開場表演《Last Name》，並連續第二年贏得了“最佳女歌手”，這支單曲不久成為熱門鄉村單曲榜冠軍，這也是第二張專輯的第三首冠軍單曲，還是她連續第六首熱門鄉村榜冠軍單曲、連續第七首空降冠軍鄉村單曲。她冠軍單曲總數達到了8首，這使得卡麗成為自98年以來繼仙妮亞·唐恩的《The Woman In Me》和《Come On Over》之後首位連續兩張專輯分別產生3首冠軍單曲的女歌手。
7月21日單曲《Just a Dream》發布，11月8日成為卡麗第九支冠軍單曲。至此，卡麗成為了鄉村音樂史上繼Rosanne Cash和仙妮亞·唐恩之後第三位同一專輯產生連續四首冠軍單曲的女歌手。
9月5日，卡麗與席亞拉,菲姬,蕾哈娜,碧昂絲·諾利斯,里歐娜·路易斯,瑪麗亞·凱莉,姬夏·科爾,瑪麗·布萊姬,娜塔莎·貝汀菲兒,麥莉·希拉,黎安·萊姆絲，雪兒·克羅，亞香緹，瑪麗莎·伊瑟莉姬和妮可·舒辛格等樂界名伶一起為對抗癌症運動錄製了歌曲《Just Stand Up》，並在全美各大電視網的一小時連續直播中現場演唱。這首單曲在Billboard Hot 100上最高達到11位。
2008年的CMA卡麗拿到了“最佳女歌手”和“年度專輯”提名，11月12日的CMA頒獎禮則是由卡麗和布拉德·派斯利一起主持的。當晚卡麗表演了《Just A Dream》並最終連續第三年摘走了“最佳女歌手”。
她還為同為“美偶”出身的歌手克斯蒂·李·庫克的首張專輯《Why Wait》與人合寫了歌曲《Not Tonight》.
10月21日，《Carnival Ride》發行了沃爾瑪聖誕雙CD特別版，收錄了5首聖誕歌曲包括著名的《Do You Hear What I Hear?》。
10月22日，紐約杜莎夫人蠟像館為卡麗的蠟像揭幕。 卡麗對此非常興奮，並捐出了一件她在2006年CMA獲“最佳女歌手”提名時所穿裙子的複製品。
2009年1月7日的全美民選獎頒獎禮上卡麗表演了《I Know You Won't》，當晚卡麗贏得了所有被提名的獎項——“最受歡迎女歌手”、“35歲以下最受歡迎女星”以及“最受歡迎鄉村單曲(《Last Name》)”。
二輯第五首單曲《I Told You So》於2月2日正式發行，3月18日，卡麗與原唱Randy Travis一起現場演唱了這首歌，在告示牌鄉村榜上這首歌最高達到第二位。
4月5日的鄉村音樂學院獎頒獎禮上卡麗獲得了“年度女歌手”，並在與布拉德·派斯利、凱斯·厄本、肯尼·薛士尼和喬治·斯特雷特的激烈競爭中脫穎而出，贏得了享譽樂界的至高大獎“年度藝人” 。這是該獎設立近40年以來第七位女性獲獎者(前六位是 洛麗塔·林恩[1975]、桃丽·芭顿[1977]、芭芭拉·曼德雷尔[1980]、蕾芭·麥肯泰爾[1984]、仙妮亚·唐恩[1999]和狄克西女子合唱團[2000])。當晚的開場是卡麗與Brooks & Dunn、泰勒·絲薇芙特、甜園合唱團和雷可福磊斯一起合唱，她還表演了一段《All-American Girl》的節選。
4月14日卡麗與甜園合唱團, 肯尼·薛士尼和戴利斯·路克一起登上歐普拉·溫芙蕾的鄉村特別節目。 卡麗在節目中表演了她的單曲《Just A Dream》。
2009年《福布斯》報導，08年6月至09年5月間卡麗成為美偶出身的最高收入藝人。她的收入幾乎比第二名多出兩倍，期間收入據估計有1400萬美元。

### Play On《夢想起程》(2009 至今)
卡麗於2009年11月3日發行了她的第三張錄音室專輯《Play On》。之前有三支單曲在iTunes上作為推廣單曲先行發售。這張專輯首周銷量31.8萬張，獲得了公告牌二百强专辑榜冠軍，也使卡麗成為2009年首周銷量第三高的女歌手。
首支單曲《Cowboy Casanova》由卡麗、Brett James和hip-hop製作人Mike Elizondo聯合創作，於9月14日發布。這支單曲是過去一年來鄉村音樂銷售最快的歌曲，也是卡麗迄今銷售最快的歌曲。它成為了卡麗的第十一首冠軍單曲。
9月13日，卡麗進入了奧克拉荷馬州音樂名人堂。在宣布儀式上，卡麗表演了《Cowboy Casanova》，另外在“CMT INVITATION ONLY”中卡麗也表演了這首歌。該節目中卡麗演唱了其他三首新專輯中的曲目，包括《Temporary Home》、《Undo It》和《Mama's Song》。
卡麗在新加坡做了短暫的停留，向亞洲媒體宣傳她的新專輯《Play On》，在亞洲各地的發行日期比美國早一天。
卡麗在11月2日大衛·萊特曼的“今夜秀”中表演了《Cowboy Casanova》，在發行日的《早安美國》(GMA)中進行了一個特別的室外演唱會，5日在Regis & Kelly秀上做客。
11月10日卡麗和布拉德·派斯利在CMA頒獎禮前一天做了一個小型演唱會，她演唱了《All-American Girl》和《Temporary Home》，這場演出向公眾開放。第二天卡麗和布拉德一起連續第二年主持了CMA頒獎禮。當晚卡麗表演了《Cowboy Casanova》。
11月22日卡麗在2009年全美音樂獎 (AMA)上表演了《Cowboy Casanova》。
11月17日卡麗宣布第二首單曲將是《Temporary Home》，發行日定在12月14日。 11月16日她在“Conan O'Brien今夜秀”上表演了這首歌。2010年2月4日錄影帶向公眾首映。
11月26日，卡麗在“CNN HEROS:An All-Star Tribute”感恩節特別節目中表演了新專輯歌曲《Change》。
卡麗錄製了長達兩小時的個人聖誕特別節目《Carrie Underwood: An All-Star Holiday Special》，嘉賓包括了大衛·庫克,桃丽·芭顿,克里斯汀·肯諾恩斯,布拉德·派斯利等，這部片子於12月7日播出。
12月10日卡麗的2010年巡演被正式公佈，它將於2010年3月11日於賓夕法尼亞州的Reading啟動直到5月30日於華盛頓州的Spokane結束。
12月16日，卡麗在納許維爾的Schermerhorn交響劇院接受了2009年Harmony Award.
2010年1月卡麗獲得了人民選擇獎“最受歡迎鄉村藝人”。
2010年2月7日卡麗在邁阿密舉辦的超級碗球賽上演唱國歌。

### 葛萊美獎
2006年12月7日，卡麗的專輯《Some Hearts》獲得了四項葛萊美獎提名。 卡麗獲得了兩座葛萊美獎：“最佳新人” 和“最佳鄉村女歌手”。 《Jesus,Take the Wheel》獲得了“最佳鄉村歌曲”。另一項提名是“年度歌曲”。她的“最佳新人”提名是有史以來第一次“美國偶像”出身的歌手在此單元里的提名。在2007年2月11日的頒獎禮現場，卡麗和同獲葛萊美獎提名的雷可福磊斯一起唱了老鷹合唱團的《Life in the Fast Lane》和獨唱了《Dseperado》(同樣來自老鷹合唱團),以此向老鷹合唱團的Don Henley致敬。
2008年2月10日，卡麗再次斬獲4項葛萊美獎提名，最終獲得了“最佳鄉村女歌手”，單曲《Before He Cheats》獲得了“最佳鄉村歌曲”。頒獎禮上卡麗表演了這首大熱單曲，結尾部分震撼全場。
2009年2月8日，卡麗憑藉《Last Name》連續第三年捧得了“最佳鄉村女歌手”，並在現場演唱了這首歌。這是三年內她的第四座葛萊美獎。另一方面她在電影《曼哈頓奇緣》原聲帶中的歌曲《Ever Ever After》在“電視、電影最佳配樂”單元中也獲得了提名。
2010年1月31日，卡麗連續第四年在葛萊美獎上表演，她和席琳·狄翁, 亞瑟小子, 斯莫基·羅賓遜Smokey Robinson和珍妮佛·哈德森一起在第52屆葛萊美獎上向麥可·傑克森致敬。葛萊美頒獎禮製作人解釋說麥可·傑克森本人非常欣賞卡麗，這是她得以在這一節目中被挑上的原因。同時，卡麗憑藉與傳奇巨星Randy Travis的精彩合唱《I Told You So》獲得了第52屆葛萊美的“最佳鄉村合唱”獎，這是她的第五座葛萊美獎。

## 音樂作品

### 出版專輯
| 2005               | Some Hearts《寂寞芳心》 - 廠牌: 19 Recordings/Arista Nashville   | 1 | 2 | 1 | 11 | 12 | —  | —  | —  | —   | - 加拿大唱片協會: 3白金唱片 |
| 2007               | Carnival Ride《奇幻旅程》 - 廠牌: 19 Recordings/Arista Nashville | 1 | 1 | 1 | 1  | 9  | —  | —  | —  | —   | - 美國唱片協會: 3白金唱片   |
| 2009               | Play On《梦想起程》 - 廠牌: 19 Recordings/Arista Nashville       | 1 | 1 | 1 | 2  | 3  | 80 | 91 | 93 | 114 | - 加拿大唱片協會: 白金唱片  |
| 2012               | Blown Away《往事隨風》 - 廠牌: 19 Recordings/Arista Nashville    | 1 | 1 | 1 | 1  | 1  | 4  | 26 | 11 | -   |                             |
| "—" 為沒有送進此榜 |                                                                  |   |   |   |    |    |    |    |    |     |                             |

### 單曲
| 年份 | 單曲                                | 榜單最高位 | 榜單最高位 | 榜單最高位 | 榜單最高位   | 榜單最高位   | 榜單最高位 | 榜單最高位 | 專輯          |
| 年份 | 單曲                                | 美國鄉村   | 美國       | 美國流行   | 美國成人當代 | 美國成人流行 | 加拿大鄉村 | 加拿大[A]  | 專輯          |
| ---- | ----------------------------------- | ---------- | ---------- | ---------- | ------------ | ------------ | ---------- | ---------- | ------------- |
| 2005 | "Inside Your Heaven"[B]             | 52         | 1          | 1          | 12           | —            | —          | 1          | Some Hearts   |
| 2005 | "Jesus, Take the Wheel"[C]          | 1          | 20         | 36         | 23           | —            | 1          | 16         | Some Hearts   |
| 2005 | "Some Hearts"                       | —          | —          | —          | 12           | 22           | —          | —          | Some Hearts   |
| 2006 | "Don't Forget to Remember Me"       | 2          | 49         | 77         | —            | —            | 3          | 27         | Some Hearts   |
| 2006 | "Before He Cheats"[D]               | 1          | 8          | 9          | 6            | 5            | 1          | 4          | Some Hearts   |
| 2007 | "Wasted"                            | 1          | 37         | 54         | —            | —            | 1          | 35         | Some Hearts   |
| 2007 | "So Small"                          | 1          | 17         | 23         | —            | —            | 3          | 14         | Carnival Ride |
| 2008 | "All-American Girl"                 | 1          | 27         | 50         | —            | —            | 1          | 45         | Carnival Ride |
| 2008 | "Last Name"                         | 1          | 19         | 37         | —            | 31           | 3          | 34         | Carnival Ride |
| 2008 | "Just a Dream"                      | 1          | 29         | —          | —            | —            | 2          | 50         | Carnival Ride |
| 2009 | "I Told You So" (with Randy Travis) | 2          | 9          | 25         | —            | —            | 1          | 18         | Carnival Ride |
| 2009 | "Cowboy Casanova"                   | 1          | 11         | —          | —            | 21           | 2          | 16         | Play On       |
| 2009 | "Temporary Home"[E]                 | 7          | 54         | —          | —            | —            | 7          | 81         | Play On       |
| 2012 | "Good Girl"                         | 1          | 18         | —          | —            | 20           | —          | 21         | Blown Away    |
| 2012 | "Blown Away"                        | 17         | 38         | —          | —            | —            | —          | 41         | Blown Away    |

### 其他單曲
本表單曲未正式發行，僅在電台播出
| 年份 | 單曲                    | 榜單最高位 | 榜單最高位 | 榜單最高位 | 榜單最高位   | 榜單最高位 | 榜單最高位 | 專輯    |
| 年份 | 單曲                    | 美國鄉村   | 美國       | 美國流行   | 美國成人當代 | 加拿大鄉村 | 加拿大     | 專輯    |
| ---- | ----------------------- | ---------- | ---------- | ---------- | ------------ | ---------- | ---------- | ------- |
| 2007 | "I'll Stand by You"     | 41         | 6          | 6          | —            | 36         | 10         |         |
| 2008 | "Praying for Time"      | —          | 27         | 28         | —            | —          | 33         |         |
| 2008 | "Just Stand Up!" (群星) | —          | 11         | 18         | 17           | —          | 10         |         |
| 2009 | "Home Sweet Home"       | 52         | 21         | 27         | —            | —          | 33         |         |
| 2009 | "Mama's Song"           | —          | 77         | —          | —            | —          | 68         | Play On |
| 2009 | "Undo It"               | —          | 86         | —          | —            | —          | 43         | Play On |

### 其他打榜歌曲
| 年份 | 單曲                                              | 榜單最高位 | 榜單最高位 | 榜單最高位 | 榜單最高位   | 榜單最高位 | 專輯                                     |
| 年份 | 單曲                                              | 美國鄉村   | 美國       | 美國流行   | 美國成人當代 | 加拿大     | 專輯                                     |
| ---- | ------------------------------------------------- | ---------- | ---------- | ---------- | ------------ | ---------- | ---------------------------------------- |
| 2005 | "Bless the Broken Road" (with 雷可福磊斯)         | 50         | —          | —          | —            | —          | 非专辑歌曲                               |
| 2005 | "Independence Day"                                | —          | —          | 84         | —            | —          | American Idol Season 4: The Showstoppers |
| 2007 | "Just a Dream"                                    | —          | —          | 96         | —            | —          | Carnival Ride                            |
| 2007 | "Do You Hear What I Hear"                         | 27         | 90         | —          | 2            | —          | Hear Something Country Christmas 2007    |
| 2008 | "Hark! The Herald Angels Sing"                    | 41         | —          | —          | 14           | —          | Carnival Ride                            |
| 2008 | "I'll Be Home for Christmas" (with Elvis Presley) | 54         | —          | —          | —            | —          | Christmas Duets (Elvis Presley album)    |
| 2009 | "O Holy Night"                                    | 39         | —          | —          | —            | —          | Carnival Ride                            |
| 2009 | "The First Noel"                                  | 50         | —          | —          | —            | —          | Carnival Ride                            |
| 2009 | "What Child Is This?"                             | 51         | —          | —          | —            | —          | Carnival Ride                            |
| 2009 | "The More Boys I Meet"                            | 45         | —          | —          | —            | —          | Carnival Ride                            |
| 2009 | "Change"                                          | —          | 109        | —          | —            | —          | Play On                                  |

"—" 為沒有送進此榜.
Notes
- A ^ 加拿大單曲榜 ("Inside Your Heaven"), 加拿大BDS电台榜 (for "Jesus, Take the Wheel"及"Don't Forget to Remember Me"), 和加拿大熱門100。
- B ^ "Inside Your Heaven" 在美國鄉村榜及成人當代榜上包括電台點播。
- C ^ "Jesus, Take the Wheel" 在美國熱門福音歌曲榜最高第四位，在熱門福音成人當代榜最高第三位。
- D ^ "Before He Cheats" 在被確認為單曲前在美國熱門鄉村單曲榜上已打榜20週。該單曲同樣在加拿大成人當代榜和CHR榜單上達到第8，加拿大熱門成人當代榜達到第二。
- E ^ 目前單曲。

## 演出历程
| 年份 | 劇集                                          | 角色       |
| ---- | --------------------------------------------- | ---------- |
| 2009 | Carrie Underwood: An All-Star Holiday Special | 自己       |
| 2010 | How I Met Your Mother                         | Tiffany    |
| 2010 | Soul Surfer                                   | Sarah Hill |

## 奖项摘录

### 2005
| 獎項         | 單元                                       |
| ------------ | ------------------------------------------ |
| 青少年选择奖 | 年度最佳真人秀女星                         |
| 告示牌音樂獎 | 年度最暢銷單曲：《Inside Your Heaven》     |
| 告示牌音樂獎 | 年度最暢銷鄉村單曲：《Inside Your Heaven》 |
| 告示牌音樂獎 | 年度鄉村樂最佳單曲銷售藝人                 |

### 2006
| 獎項                          | 單元                                                  |
| ----------------------------- | ----------------------------------------------------- |
| 福音音樂協會獎                | 年度鄉村單曲：《Jesus, Take the Wheel》               |
| 鄉村音樂電視獎                | 年度女歌手錄影帶：《Jesus, Take the Wheel》           |
| 鄉村音樂電視獎                | 年度突破錄影帶：《Jesus, Take the Wheel》             |
| 鄉村音樂學院奖                | 年度最佳新晉女藝人                                    |
| 鄉村音樂學院奖                | 年度最佳單曲：《Jesus, Take the Wheel》               |
| NARP唱片商聯盟                | 年度突破鄉村藝人                                      |
| Music Row                     | 評論家選擇獎                                          |
| 鄉村音樂協會獎                | 年度最佳女歌手                                        |
| 鄉村音樂協會獎                | “地平線”獎(Horizon Award)                             |
| 第12届Inspirational鄉村音樂獎 | 年度主流鄉村藝人                                      |
| 全美音樂獎                    | 最受歡迎新晉藝人                                      |
| 告示牌音樂獎                  | 最佳鄉村女歌手                                        |
| 告示牌音樂獎                  | 年度專輯：《Some Hearts》                             |
| 告示牌音樂獎                  | 最佳鄉村專輯：《Some Hearts》                         |
| 告示牌音樂獎                  | 最佳鄉村新人                                          |
| 告示牌音樂獎                  | 年度公告牌二百强专辑榜最佳女藝人專輯：《Some Hearts》 |
| 加拿大鄉村音樂獎              | 加拿大版權協會 年度單曲：《Jesus, Take the Wheel》    |

### 2007
| 獎項             | 單元                                      |
| ---------------- | ----------------------------------------- |
| 第33屆人民選擇獎 | 最受歡迎鄉村單曲：《Before He Cheats》    |
| 第33屆人民選擇獎 | 最受歡迎女歌手                            |
| 葛萊美獎         | 最佳新人                                  |
| 葛萊美獎         | 鄉村類最佳女歌手: "Jesus, Take the Wheel" |
| 鄉村音樂電視獎   | 年度錄影帶:《Before He Cheats》           |
| 鄉村音樂電視獎   | 年度女歌手錄影帶:《Before He Cheats》     |
| 鄉村音樂學院奖   | 年度最佳女歌手                            |
| 鄉村音樂學院奖   | 年度專輯：《Some Hearts》                 |
| 鄉村音樂學院奖   | 年度音樂錄影帶：《Before He Cheats》      |
| 鄉村音樂協會獎   | 年度女歌手                                |
| 鄉村音樂協會獎   | 年度最佳單曲：《Before He Cheats》        |
| 全美音樂獎       | 鄉村類最受歡迎女歌手                      |
| 全美音樂獎       | 鄉村類最受歡迎專輯：《Some Hearts》       |
| 全美音樂獎       | 年度藝人T-Mobile短信票選                  |
| 告示牌音樂獎     | 年度鄉村女歌手                            |
| 告示牌音樂獎     | 年度鄉村專輯：《Some Hearts》             |
| 告示牌音樂獎     | 年度鄉村藝人                              |
| 告示牌音樂獎     | 年度公告牌二百强专辑榜最佳女藝人          |
| 告示牌音樂獎     | 年度鄉村專輯藝人                          |

### 2008
| 獎項               | 單元                                   |
| ------------------ | -------------------------------------- |
| 葛萊美獎           | 鄉村類最佳女歌手:《Before He Cheats》  |
| 鄉村音樂學院奖     | 年度最佳女歌手                         |
| 歐洲鄉村音樂協會獎 | 年度最佳女歌手                         |
| 青少年選擇獎       | 紅毯時尚偶像                           |
| 鄉村音樂協會獎     | 年度最佳女歌手                         |
| 全美音樂獎         | 鄉村類最受歡迎專輯：《Carnival Ride》  |
| 告示牌音樂獎       | 年度鄉村單曲藝人                       |
| CMT在線獎          | 數字下載最熱門女藝人                   |
| CMT在線獎          | 年度下載鄉村單曲:《All-American Girl》 |

### 2009
| 獎項                       | 單元                             |
| -------------------------- | -------------------------------- |
| 第35屆人民選擇獎           | 最受歡迎鄉村歌曲：《Last Name》  |
| 第35屆人民選擇獎           | 最受歡迎女歌手                   |
| 第35屆人民選擇獎           | 35歲以下最具成就女星             |
| Country Universe讀者票選獎 | 年度藝人                         |
| Country Universe讀者票選獎 | 年度最佳女歌手                   |
| Country Universe讀者票選獎 | 年度鄉村單曲：《Just a Dream》   |
| Country Universe讀者票選獎 | 年度音樂錄影帶：《Just a Dream》 |
| 葛萊美獎                   | 鄉村類最佳女歌手：《Last Name》  |
| AskMen 2009年版99大女性    | 47. Carrie Underwood             |
| 鄉村音樂學院奖             | 年度藝人                         |
| 鄉村音樂學院奖             | 年度最佳女歌手                   |

- 2009年ACM音樂獎卡麗第一次獲“年度藝人”提名就榮獲該獎。

### 2010
| 獎項             | 單元                                              |
| ---------------- | ------------------------------------------------- |
| 第36屆人民選擇獎 | 最受歡迎鄉村藝人                                  |
| 葛萊美獎         | 最佳鄉村合唱：《I Told You So》與Randy Travis合作 |

## 演藝生涯
在2010年，卡麗在 老爸老媽的浪漫史第104集飾演 Tiffany,一位在藥物公司的推銷員。，但在幾個月前，卡麗在 芝麻街為 Carrie Underworm 配音，在2011年，她在電影Soul Surfer飾演Sarah Hill。在2012年末，卡麗在電視舞台劇仙樂飄飄處處聞擔當主角，飾演瑪莉亞·馮·特拉普，該劇將會在NBC於2013年12月5日足本播出 。

## 业余生活
除了歌手身份以外，卡麗還會彈吉他和鋼琴。在她的演唱會上和專輯中，卡麗會在《Don't Forget to Remember Me》和《Inside Your Heaven》這樣的歌曲中彈奏吉他。
卡麗愛動物，2012年成為純素食者，但她從13歲起已開始不吃肉，因為她受不了有一天吃自己的動物的想法。 2005年、2007年她兩次被善待動物組織授予“全世界最性感素食者”稱號。在2007年善待動物組織的訪問中卡麗談到，“如果讓我再也不能唱歌，我會覺得很可怕，但還能挺過去；如果讓我沒有小動物陪伴，那我乾脆死了算了。”卡麗是
抗議加拿大海豹捕殺運動的支持者，也為“保護你的寵物”做了公益廣告。
除了通過健康飲食習慣保持身材，卡麗還告訴歐普拉·溫芙蕾她會將健康的生活方式放在首位。在納什維爾，卡麗的私人教練為她設計了一套跑步和拳擊的組合練習來幫她保持體形。她還記飲食日誌來追踪自己的飲食習慣，甚至在自己做的好時鼓勵自己。
卡麗還用自己的歌聲支持癌症研究。 《Just Stand Up》這首單曲為全美癌症研究協會下的SU2C募集了7360萬美元的基金。
作為土生土長的東奧克拉荷馬州人，卡麗與人合寫了歌曲《I Ain't in Checotah Anymore》獻給自己的家鄉。 2005年12月，卡麗被《今日俄克拉荷馬》授予了“年度俄克拉荷馬人”的稱號。
卡麗參加了USO在2006年聖誕假期間赴伊拉克的聖誕巡演，為海外駐軍帶去節日祝福。
“維多利亞的秘密”稱卡麗是“最性感女歌手”，當時的“最性感男歌手”被授予賈斯汀·提姆布萊克。
卡麗自07年連續三年入圍《人物》“最美 100人”。最近卡麗被推為如今美國三大最有影響藝人之一，並被《Country Weekly》選為“最性感鄉村女歌手”。
卡麗表達過她對運動的極大興趣。 2005年，在NBA總決賽第四場開始前她表演了《星條旗永不落》，在2006年國家橄欖球聯合會的比賽上、2006年NASCAR的活動上、美國職棒大聯盟全明星賽上、2007年棒球世界巡迴系列賽上她一次又一次的唱響這首歌。她也多次在現場觀看體育比賽。
2008年6月4日，卡麗參加了第18屆年度 “希望之城”名人壘球慈善錦標賽。2009年她又一次參加了該賽事。
2010年2月7日卡麗在邁阿密舉辦的超級碗球賽上演唱國歌。
2009年8月，卡麗建立了CATS基金會來幫助家鄉。 8月28 日，卡麗回到了高中母校，在舞台上做了演講，和一個小女孩在全校師生面前合唱，並向當地三所學校的音樂課堂捐贈了價值11.7萬美元的樂器，受到了家鄉父老的熱烈歡迎。
卡麗的照片是2010年版《World Almanac and Book of Facts》封面照之一。這是繼大衛·庫克之後這一出版物封面上出現的第二個“美國偶像”冠軍。

## 個人感情
卡麗在2006年感恩節得克薩斯牛仔隊美式足球賽的半場時演唱，和該隊的四分衛Tony Romo成為了朋友。 2007年4月卡麗參加了他的生日聚會，5月他陪卡麗出席了ACM頒獎禮。 2007年不時傳出兩人在約會的緋聞。儘管卡麗對此否認，但是Tony卻證實了這一傳聞。
2007年8月，卡麗開始與美劇《花邊教主》中的演員柴斯·克勞福約會。 2007年10月的《人物》雜誌報導說兩人在紐約手拉手。儘管後來也有報導傳出，但兩人於2008年春天分手已成事實。
卡麗之後開始與加拿大冰球運動員、當時效力渥太華參議員隊（現效力納什維爾掠奪者）的中場Mike Fisher約會，兩人相識於2008年3月卡麗在渥太華的演唱會。僅僅一年以後，2009年的12月20日，卡麗和Mike宣布訂婚，2010年7月10日結婚。他們婚後育有二子，分別於2015年及2019年出世。

## 外部連結
- （英文）Official Carrie Underwood Fan Club（页面存档备份，存于）
- （英文）Arista Records（页面存档备份，存于） 官方網站
- （英文） （页面存档备份，存于） Myspace官方頁面
- 凱莉·安德伍在豆瓣上的资料（简体中文）